# Mühlsteinbruch Mels

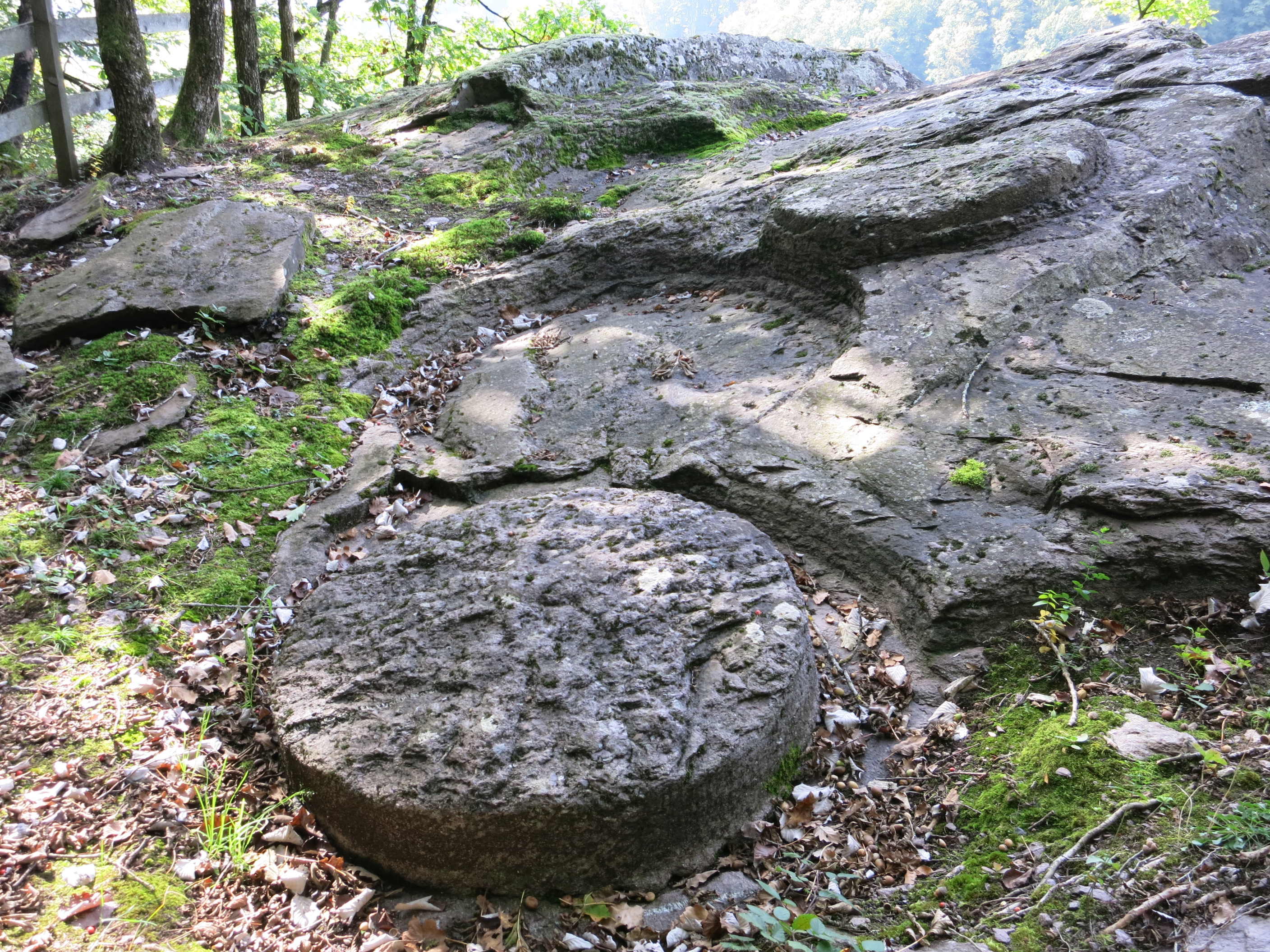
Mühlsteinbruch Mels

Der Mühlsteinbruch Mels (Steinbruch Runggalina) ist ein museale Freilichtanlage am Geoweg Mels, die sich auf dem Areal einer stillgelegten Abbaustätte von Mühlsteinen aus Verrucanogestein (Melsersteine) auf dem Hügel Castels bei Mels im Kanton St. Gallen in der Schweiz befindet.

## Geschichte

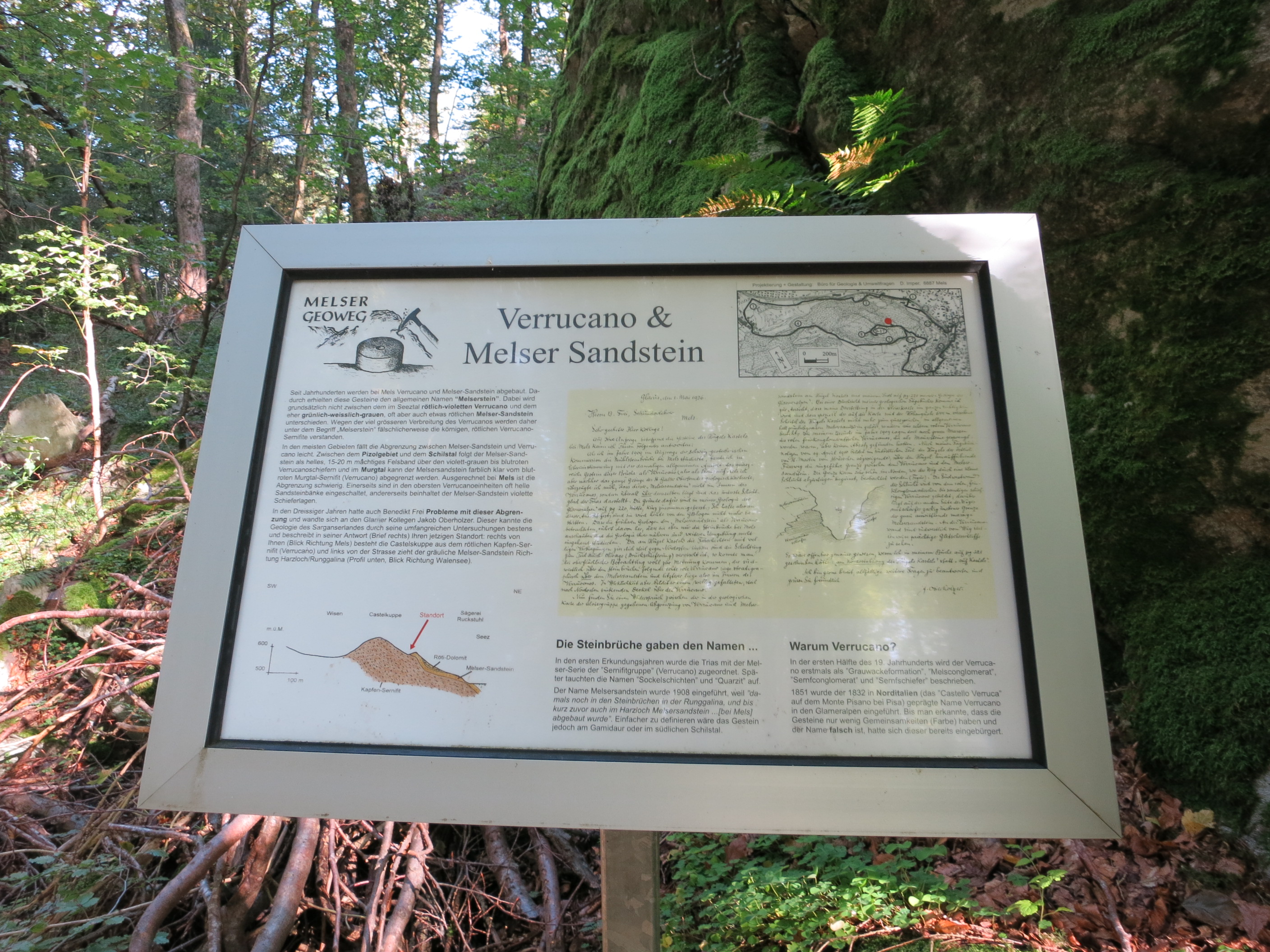
Verrucano-Melser Sandstein

Die rötlich-violetten grobsandigen bis feinbrekziösen Sernifit (Verrucano) wurden bereits in der Jungsteinzeit oder Bronzezeit als geeignet zur Produktion von Handmühlen erkannt. Aus dieser Zeit stammen die ältesten gefundenen Handmühlen aus Melser Gesteinen. Auf dem Castelshügel wurde ein runder Mühlstein mit einem Durchmesser von einem halben Meter aus der Römerzeit ausgegraben. Die Mühlsteine wurden für Getreide-, Frucht-. Gips-, Zement- und Glasurmühlen hergestellt.
Die Melser Gesteine bestehen aus harten Komponenten in einer weicheren Grundmasse. Dadurch können sie durch den Mahlvorgang kaum glatt geschliffen werden.  Beim Mahlvorgang lösten sich kleine Teile der Grundmasse, die die harten Körner freilegten, die mit der Zeit abbrachen, wodurch das Gestein rau blieb. Für Kornmühlen mussten die Rillen regelmässig nachgespitzt werden.
Im 17. Jahrhundert waren die Mühlsteinhauer in Zünften organisiert. 1689/90 stellten die Acht Alten Orte (ohne Bern) Freiheitsbriefe für die Mühlsteinhauer-Gesellschaft aus.

## Produktion

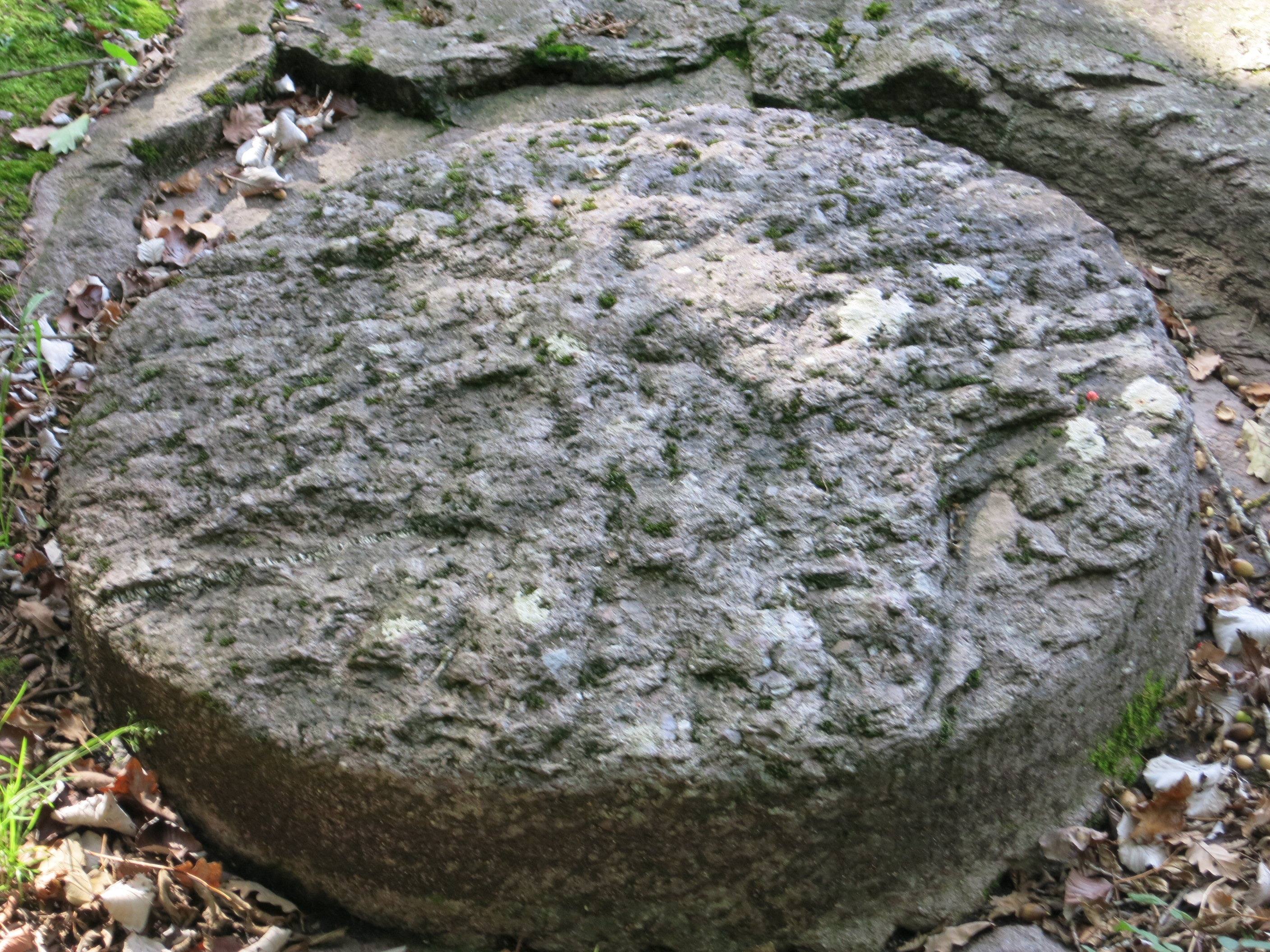
Geschroteter Mühlstein vor dem Abspalten

1830–1850 wurden auf dem ganzen Castelserhügel Mühlsteine gebrochen. Der Stein wurde auf dem Fels mit einem Zirkel eingezeichnet und auf dieser Linie mit dem Zweispitz geschrotet und der fertige Mühlstein mit Eisenbissen vom Fels abgespalten. Beim letzten Vorgang ging jeder zweite Stein zu Bruch. Der Durchmesser der Mühlsteine betrug 90 bis 120 cm. Die Bodensteine für Getreidemühlen hatten eine Dicke von 40–60 cm, die Läufersteine 20–40 cm. In den 1880/90er Jahren kostete ein Mühlstein mit einem Meter Durchmesser und pro Zoll (ca. 3 cm) Dicke 4 Mark (ca. 5 Franken). Ein Steinhauer verdiente im Tag 5 Franken, ein Steinsprenger 3 und ein Handlanger 2 Franken. Die Steinhauer kamen aus Italien, Sprenger und Handlanger waren Einheimische.

## Vertrieb
In der ersten Hälfte des 19. Jahrhunderts – noch vor dem Bau der Eisenbahn – wurden die Melser Mühlsteine in Chur, Rheineck, Rorschach, Bregenz und Friedrichshafen vertrieben und bis nach Preussen und Ungarn exportiert.
Ende des 19. Jahrhunderts wurden die meisten Melser Mühlsteine von Steinherren aus Deutschland im Steinbruch Runggalina ausgelesen, gekauft und bis nach Afrika exportiert. Für die Steinabnahme wurden jedes Mal je 15 Tonnen Mühlsteine, die in zwei Eisenbahnwagen Platz fanden, gerüstet. Die Mühlsteine wurden nass gemacht und mit dem Hammer bepocht, um allfällige Fehler zu entdecken. Im März 1915 wurden die zwei letzten Wagenladungen verkauft.

## Freilichtanlage

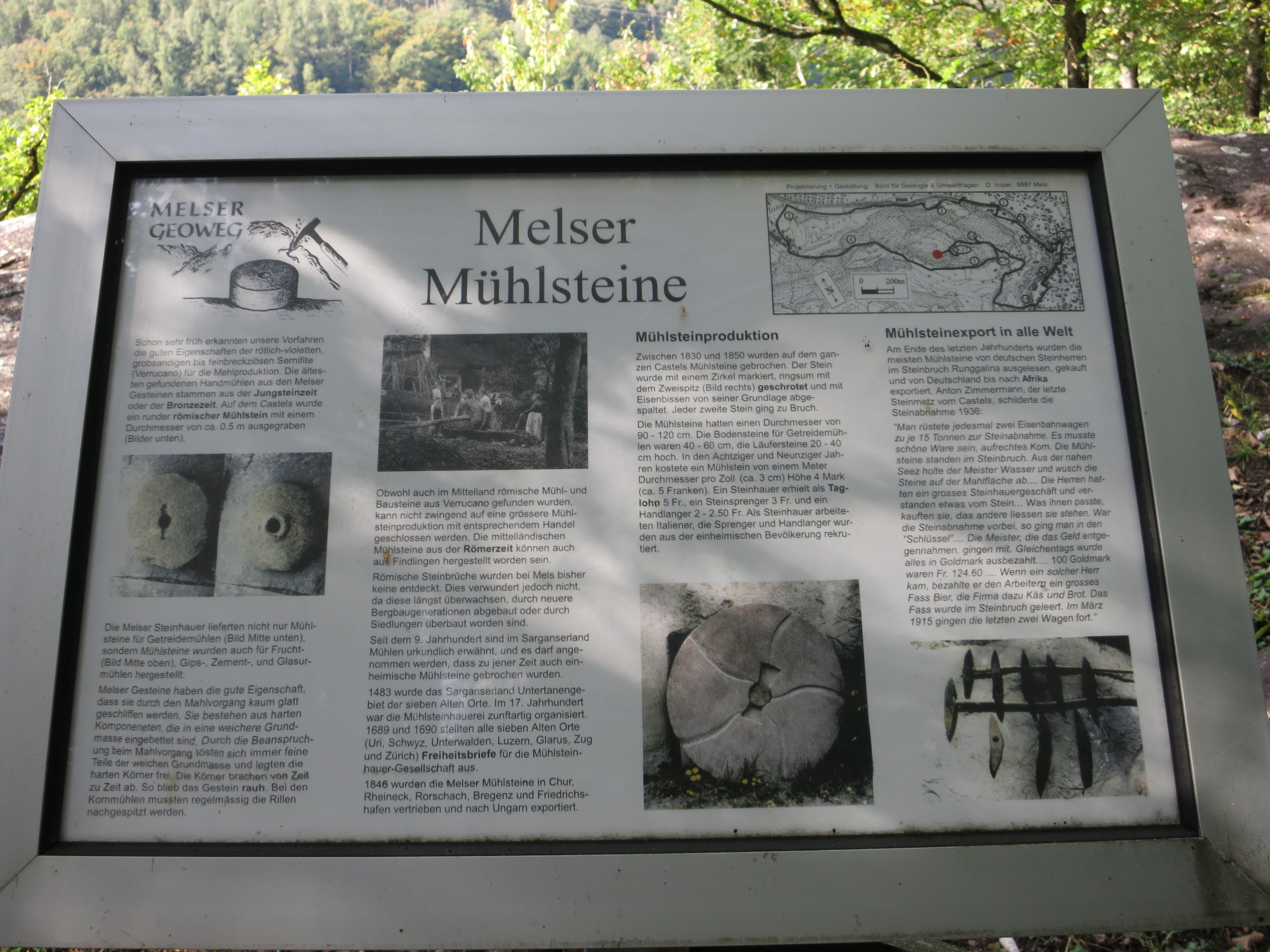
Orientierungstafel beim Steinbruch

Der gut erhaltene Mühlsteinbruch auf dem Castelshügel zeigt am Fels behauene Mühlsteine in verschiedenen Stadien, an denen die Abbautechniken nachvollzogen werden können.
Anhand der geschichtlichen Beschreibung auf der Schautafel beim Mühlsteinbruch kann die damalige Bedeutung dieses wichtigen Industriezweiges für die Gemeinde Mels und die Region ermessen werden.